# Dimitar Peew
Dimitar Alexandrow Peew (bulgarisch Димитър Александров Пеев; geboren am 7. Juli 1919 in Plowdiw, Bulgarien; gestorben am 5. November 1996 in Sofia, Bulgarien) war ein bulgarischer Schriftsteller, bekannt vor allem als Autor von Science-Fiction.

## Leben
Peew studierte Jura und promovierte in Kriminalistik. Nach seinem Studium arbeitete er als Diplomat, Militärjurist und ab 1957 als Journalist. 1958 veröffentlichte er zusammen Kiril Maritschkow einen ersten SF-Roman Ракетата не отговаря („Die Rakete antwortet nicht“). 1966 erschien ein erster Kriminalroman Алиби („Alibi“). Die Novelle Das Photonenraumschiff (1964) und die Erzählung Das Haar aus Mohammeds Bart erschienen in deutscher Übersetzung in der DDR.

## Bibliografie
Romane
- Ракетата не отговаря (1958, zusammen mit Kiril Maritschkow)
- Фотонният звездолет (1964)
  - Deutsch: Das Photonenraumschiff. Das Neue Berlin, 1968.
- Алиби (1966)
- Аберацио иктус (1978)
- Вероятност, равна на нула (1980)
- Джентълмена (1989)

Kurzgeschichten
- Полет във Вселената (1955)
- Комуний (1962)
- На черната планета (1962)
- Косъмът на Мохамед (1962)
  - Deutsch: Das Haar aus Mohammeds Bart. In: Klaus Walther (Hrsg.): Marsmenschen. Das Neue Berlin, 1966.
- Опитът успя (1964)
- Неразчетеният надпис (1964)
- Гравитационната гробница (1973)
- А43М приема гости (1975)
- Училището – XXIII век (1975)
- Търсете ни тук (1978)
- Срещата (1978)